# Omphalogramma elegans
Omphalogramma elegans är en viveväxtart som beskrevs av George Forrest. Omphalogramma elegans ingår i släktet Omphalogramma och familjen viveväxter. Inga underarter finns listade i Catalogue of Life.